# Viksta-Lasse
Viksta-Lasse, egentligen Johan Leonard Larsson, född 4 november 1897 i Viksta församling, Uppsala län, död 7 juni 1983 i Viksta församling, Uppsala län, var en fiolspelman från Eklunda.

## Biografi
Viksta-Lasse började vid tio års ålder spela på en fiol byggd av en cigarrlåda. Han var elev till Hjort Anders Olsson som lärde honom låtar från Bingsjö. Viksta-Lasses repertoar bestod dock till största delen av uppländska låtar, bland annat via spelmännen Gås-Anders (Anders Ljungqvist) och August Bohlin. Han komponerade också egna låtar, däribland tre Eklundapolskor. Hjort Anders och Viksta-Lasse spelade och turnerade under många år tillsammans. En staty föreställande honom finns vid Viksta kyrka.
Viksta-Lasse mottog Upplands fornminnesförenings förtjänstmedalj 1969. Han var även innehavare av Gås-Andersmedaljen och hedersledamot i Uplands nation i Uppsala.

## Diskografi
- 1977 – Rullstråk & tungbas. Tillsammans med Sven Larsson.[4]

- 1978 - Viksta Lasse.[5]

- 1981 – Gubbskivan Spelkväll i Göksby (EMMA LP 3).[6]